# Il segreto di Alexina
Il segreto di Alexina (Le Mystère Alexina) è un film del 1984 diretto da René Féret.
Il soggetto tratta la vicenda di Herculine Barbin che, alla metà dell'Ottocento, visse come donna fino a circa venti anni, quando a seguito di una visita medica, venne riconosciuta ufficialmente di sesso maschile. Le sofferenze di una condizione che oggi definiremmo di pseudoermafroditismo maschile, descritte in un memoriale, hanno ispirato molte riflessioni ed opere letterarie nel XIX secolo e non solo.
Il film è stato presentato al Festival di Cannes 1985 nella sezione Un Certain Regard.

## Trama
La Rochelle, 1856. La giovane Alexina Barbin, terminato brillantemente il suo corso di studi, è pronta per iniziare a lavorare come istitutrice. Il primo incarico è presso un piccolo collegio femminile in un borgo molto periferico. Alexine divide l'insegnamento e la camera da letto con Sara, la figlia dei titolari del collegio, una ragazza molto gioviale ed affettuosa.
Alexine, che non ha mai avuto le mestruazioni, non ha il seno, e mostra una certa mascolinità, è via via sempre più attratta da Sara, tanto da prodursi in avance esplicite. La ragazza, dapprima turbata, asseconda poi il sentimento di Alexine che nell'intimità comincia a chiamare Camillo.
La confessione al curato del suo strano sentimento per una ragazza e le voci che escono fuori dal collegio fanno nascere uno scandalo che travolge sia lei che Sara. Ad Alexine è permesso di completare l'anno scolastico, anche per l'ottimo lavoro svolto, ma è avvisata di non poter più insegnare in tutto il dipartimento a causa del suo deplorevole comportamento. Alexine fa appello al vescovo e, accompagnata dalla madre, viene visitata da un medico. Riscontrata la presenza dei genitali maschili viene ufficialmente riconosciuta come uomo.
Allontanato dal suo amore Camillo/Alexine ha come unico obiettivo quello di tornare da Sara per sposarla. Quando anni più tardi la incontra, lei pur provando ancora dei sentimenti, è ormai già sposata e nulla la farà deviare dal retto percorso che ha preso la sua vita.
Camillo se ne va disperato. Morirà pochi anni più tardi, suicida.

## Produzione

### Riprese
Il film è stato girato a Brou-sur-Chantereine, nel dipartimento di Senna e Marna.

## Distribuzione

### Date di uscita
- Francia: 25 settembre 1985
- USA: 10 gennaio 1986
- Argentina: 13 novembre 2005 (Diversa Festival)